# London City Airport

i7
i11
i13
Der London City Airport (IATA-Code: LCY, ICAO-Code: EGLC) ist ein internationaler Flughafen in den Royal Docks im London Borough of Newham. Er wurde auf dem Gebiet des ehemaligen Hafenbeckens King George V Dock nahe dem Stadtzentrum Londons und des Geschäftsviertels Canary Wharf errichtet und 1987 eröffnet.

## Geschichte
Am 2. Dezember 2005 wurde die Strecke der Docklands Light Railway zum London City Airport eröffnet.
Im Jahr 2006 kauften die amerikanischen Investmentgesellschaften Global Infrastructure Partners und Oaktree Capital Management den Flughafen für 750 Millionen Pfund.
Seit Mitte 2015 stand der Flughafen erneut zum Verkauf. Mehrere Unternehmen zeigten Interesse, darunter die Cheung Kong Infrastructure Holdings aus Hongkong, die italienische Atlantia, die australische Bank Macquaire, Gingko Tree, ein Arm der staatlichen Verwaltung der Devisenreserven Chinas, und ein anderes Konsortium. Die Eigentümer erwarteten einen Erlös von 2 Milliarden Pfund (umgerechnet 2,7 Milliarden Euro). Der Preis galt als hoch: 2 Milliarden Pfund entsprachen dem 44-fachen Gewinn vor Steuern und Abschreibungen des Flughafens. British Airways – mit einem Marktanteil von rund 40 Prozent die größte Fluggesellschaft am Flughafen – drohte wegen der damit zu erwartenden Gebührenerhöhungen mit dem Abzug aus London City.
Am 27. Februar 2016 kaufte ein Konsortium aus den drei kanadischen Pensionskassen Ontario Teachers’ Pension Plan (OTPP), Borealis Infrastructure (2017 umbenannt in OMERS Infrastructure) und AIMCo sowie der Kuwait Investment Authority (Staatsfonds von Kuwait) den Flughafen. Das Konsortium bezahlte dafür zwei Milliarden Pfund.
Im Juli 2016 wurde die 344-Millionen-Pfund-Erneuerung des Flughafens genehmigt, um die Kapazität zu verdoppeln. Zum 30-jährigen Flughafenjubiläum im Oktober 2017 wurden die Entwürfe für die Umgestaltung präsentiert. Ziele der Umgestaltung waren das Erreichen der Kapazität von 8 Millionen Passagieren pro Jahr. Dies sollte durch das Hinzufügen von sieben neuen Stellplätzen sowie die Konstruktion eines Taxiways parallel zur aktuellen Start- und Landebahn erreicht werden.
Aufgrund der Covid-19-Pandemie und des starken Rückganges des Flugverkehrs und Einschränkungen im Reiseverkehr wurde der Flughafen vom 25. März 2020 bis 21. Juni 2020 geschlossen.

## Lage und Anbindung
Der Flughafen liegt im London Borough of Newham, etwa 10 km östlich der City of London. Er liegt von allen Flughäfen Londons der Innenstadt am nächsten.
Der London City Airport verfügt über einen gleichnamigen Bahnhof der Docklands Light Railway, der direkt vor dem Terminalgebäude liegt. Im Zehn-Minuten-Takt (zur Hauptverkehrszeit alle acht Minuten) verkehren Züge in Richtung Woolwich Arsenal im Osten bzw. über Canning Town nach Bank im Westen. Der Flughafen ist zudem mit Bussen und Taxis erreichbar.

## Ziele
Ziele sind vor allem europäische Metropolen sowie britische Ziele. Im deutschsprachigen Raum werden Berlin, Frankfurt, Zürich und Genf angeflogen. Der Flughafen dient wegen seiner Nähe zur Innenstadt von London und der Canary Wharf besonders dem Geschäftsreiseverkehr.
British Airways bot bis 2020 Business-Class-Flüge von London City nach New York an. Auf dem Flughafen Shannon wurde auf dem Hinflug ein Zwischenstopp zum Auftanken eingelegt, da der Airbus A318 in London City nicht vollgetankt starten kann. Während des Zwischenstopps fand die Einreiseabfertigung in die USA durch United States Customs and Border Protection statt, sodass die Passagiere nach der Ankunft in New York ohne weitere Formalitäten einreisen konnten. Der Rückflug war ein Nonstopflug. Die Flüge wurden unter Verwendung des ehemaligen Rufzeichens der Concorde-Flüge, Speedbird 1 bis Speedbird 4, durchgeführt. Aufgrund der Corona-Krise entschied sich British Airways, diese Direktflüge einzustellen. Der letzte A318 der Fluggesellschaft mit dem Kennzeichen G-EUNA wurde ausgemustert.

## Zugelassene Flugzeuge

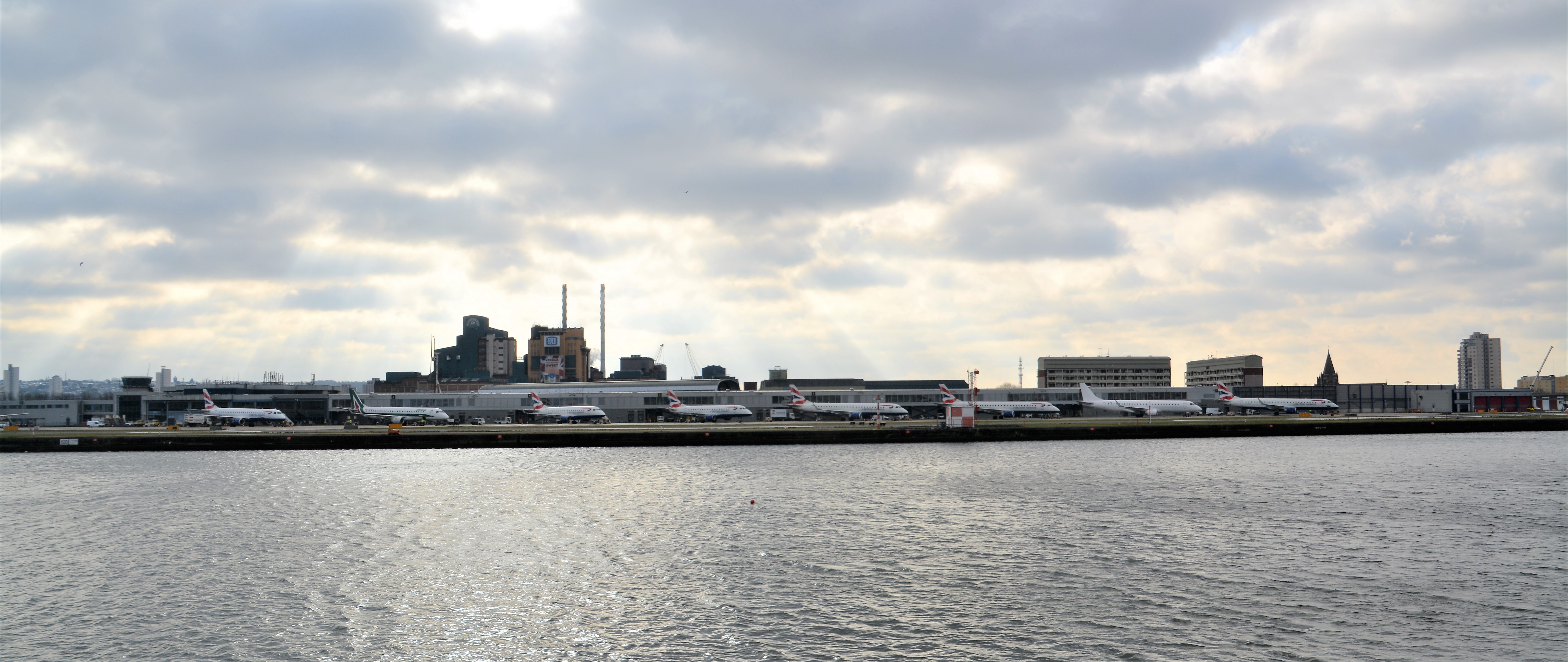
Das Vorfeld mit dem Terminal von der gegenüberliegenden Seite des King George V Docks aus gesehen

Die Landebahn ist mit 1508 Metern Länge relativ kurz. Zudem erfolgt der Landeanflug aus Lärmschutzgründen mit einem relativ steilen Anflugwinkel von 5,5 Grad; hierfür benötigt sowohl das Luftfahrzeug als auch das Flugpersonal eine Sonderzulassung. Hubschrauber und Flugzeuge mit nur einem Motor sind nicht gestattet.
Aus Sicht der Behörden würde durch den Einsatz größerer Flugzeuge nach den Erfahrungen des 11. September 2001 auch das Sicherheitsrisiko für Canary Wharf steigen. Erlaubt sind die folgenden Flugzeugtypen:
- Airbus A220-100[18]
- Airbus A318
- ATR 42 und 72
- BAe 146/Avro RJ
- Beechcraft King Air[17]
- Cessna CitationJet[17]
- Dassault-Falcon-Serie[17]
- De Havilland DHC-8
- Dornier 328
- Embraer ERJ 135, 170, 190[19][20] und 195[21]
- Fokker 50 und 70[20]
- Handley Page Jetstream
- Hawker 400 und 800[17]
- Piaggio P.180[17]
- Saab 340 und 2000

Am 26. März 2025 landete Helvetic Airways erstmalig mit einer Embraer E195-E2 am London City Airport. Seitdem ist die Embraer E195-E2 das größte zugelassene Flugzeug auf diesem speziellen Flughafen.

## Zwischenfälle
Im Bereich des  Flughafens London City kam es von 1987 bis 2016 zu einem Totalverlust von Flugzeugen ohne Todesopfer:
- Am 13. Februar 2009 kollabierte das Bugfahrwerk der Avro RJ100 G-BXAR der BA CityFlyer (British Airways) bei der Landung. Das Flugzeug wurde irreparabel beschädigt. Zwei der 67 Passagiere und fünf Besatzungsmitglieder wurden dabei leicht verletzt.[25][26]

## Passagierzahlen
Im Jahr 2018 haben 4,5 Millionen Passagiere den London City Airport genutzt.